# 튀르키예어 로마자
현대 튀르키예어는 로마자로 표기된다. 튀르키예어에서 사용되는 로마자(튀르키예어: Türk Alfabesi 튀르크 알파베시[*])는 대·소문자 각각 29자이며, 그 글자들은 다음과 같다.
| 대문자 | A | B | C | Ç | D | E | F | G | Ğ | H | I\|\| İ | J | K | L | M | N | O | Ö | P | R | S | Ş | T | U | Ü | V | Y | Z |
| 소문자 | a | b | c | ç | d | e | f | g | ğ | h | ı\|\| i | j | k | l | m | n | o | ö | p | r | s | ş | t | u | ü | v | y | z |

튀르키예어 로마자 29자 중 자음은 21자, 모음은 8자(A, E, I, İ, O, Ö, U, Ü)이다.
그리고 간혹 장모음(長母音)이나 구개음화를 표시하기 위해, A(a)·İ(i)·U(u)에 키르쿰플렉수스(라틴어: circumflexus; 영어: Circumflex 서컴플렉스[*])를 더한 Â(â)·Î(î)·Û(û)도 추가적으로 사용된다.

## 발음
튀르키예어 철자법은 철저히 음운론적이며 각 단어의 발음은 항상 그 철자와 1 대 1로 대응된다. 다음 표는 터키어 로마자의 발음이다.
| 문자 | 문자 | IPA        | 유사한 발음 (영어)         | 문자 | 문자 | IPA | 유사한 발음 (영어) |
| ---- | ---- | ---------- | -------------------------- | ---- | ---- | --- | ------------------ |
| A    | a    | /a/        | father                     | M    | m    | /m/ | man                |
| B    | b    | /b/        | boy                        | N    | n    | /n/ | nice               |
| C    | c    | /d͡ʒ/       | joy                        | O    | o    | /o/ | more               |
| Ç    | ç    | /t͡ʃ/       | chair                      | Ö    | ö    | /ø/ | 독일어 österreich  |
| D    | d    | /d/        | dog                        | P    | p    | /p/ | pin                |
| E    | e    | /e/        | red                        | R    | r    | /ɾ/ | run                |
| F    | f    | /f/        | far                        | S    | s    | /s/ | song               |
| G    | g    | /ɡ/, (/ɟ/) | got                        | Ş    | ş    | /ʃ/ | show               |
| Ğ    | ğ    | /ɰ/        | 한국어 ㅢ의 짧은 ‘ㅡ’ 부분 | T    | t    | /t/ | tick               |
| H    | h    | /h/        | hot                        | U    | u    | /u/ | zoo                |
| I    | ı    | /ɯ/        | open                       | Ü    | ü    | /y/ | 독일어 über        |
| İ    | i    | /i/        | feet                       | V    | v    | /v/ | vat                |
| J    | j    | /ʒ/        | measure                    | Y    | y    | /j/ | yes                |
| K    | k    | /k/, (/c/) | kit                        | Z    | z    | /z/ | zigzag             |
| L    | l    | /l/, (/ɫ/) | love                       |      |      |     |                    |

1. ↑  <ğ>는 실제로 전설 모음 사이에 올 경우 약한 전(前)연구개 또는 경구개 접근음(weak front-velar or palatal approximant)으로 발음된다. <ğ>는 어두에는 절대로 쓰이지 않고 항상 모음을 뒤따른다. 그것이 어말에 위치하거나 다른 자음에 선행할 때에는, <ğ>는 [ɰ] 대신 앞 모음을 장음화(長音化)한다[1].
2. ↑  한국어 음운 /ㅢ/를 /ɯj/로 보는 견해도 있고 /ɰi/로 보는 견해가 있는데, 여기서는 후자의 견해를 따른 것이다.[2]

## 특징

### I의 점
다른 언어에서 사용되는 로마자 체계와 다른 것은 점이 없는 I(I, ı)와 점이 있는 I(İ, i)이다. 일반적으로 다른 로마자 표기법에서 쓰이는 I는 대문자는 점이 없고 소문자는 점이 있다. 그러나 튀르키예어 로마자의 I는 대·소문자가 점이 없는 것과 점이 있는 것끼리 각각 한 쌍을 이룬다. 그러나 J는 다른 언어의 로마자와 마찬가지로 대문자는 점이 없고(J) 소문자는 점이 있다(j).

### 키르쿰플렉수스
부가적인 문자인 Â(â)·Î(î)·Û(û)는 A(a)·İ(i)·U(u)에 키르쿰플렉수스를 첨가한 것이다. 이것은 발음을 세분화하여 철자가 같으나 다른 의미를 지닌 어휘를 구분하고자 할 때 사용한다. 이 부호의 기능은 다음 두 가지 중 하나로 사용된다.
- 선행하는 자음을 구개음화한다(예: kar /kaɾ/ →‘눈〔雪〕’, kâr /caɾ/ →‘이익’).
- 해당 모음을 길게 발음한다(외래어, 특히 아랍어에서 온 외래어가 여기에 해당됨).

터키어 로마자 표기의 키르쿰플렉수스는 현대에는 잘 쓰이지 않고 그냥 A(a)·İ(i)·U(u)로 표기하는 경우가 많다.

### Q·W·X의 법적 지위
튀르키예어 로마자에는 Q·W·X가 없다. 다른 언어에서 쓰인 이들 문자를 튀르키예어 로마자로 옮길 때는 각각 K·V·KS로 옮긴다.
튀르키예에서 1928년 11월 1일에 제정된 〈튀르키예어 알파벳의 채택과 시행에 관한 법〉(일명 ‘1353법’)은 출생·혼인·토지에 관한 문서와 같은 공문서에서 튀르키예어 로마자에 있는 문자만 사용하도록 강제하였는데, 1982년에 개정된 헌법에서도 이 법을 명확히 유지하고 있다. 이러한 조치는 일부 쿠르드인들이 자신의 이름을 쿠르드어 로마자 표기법에 따라 등록할 수 없게 만들었다. 튀르키예에서 통용되는 쿠르드어의 로마자 표기법은 1353법에서 사용을 금지하고 있는 Q·W·X를 포함하고 있기 때문이다. 그래서 많은 쿠르드인들은 Q·W·X를 포함한 이름으로 개명하는 것을 법원에 신청하고 있다. 이와 반대로 비슷한 상황이 유럽에 거주하고 있는 튀르키예인들에게도 적용되고 있는데, 많은 국가에서 ğ·ü·ş·ı·ö·ç와 İ를 법적으로 인정하지 않고 있기 때문이다.

## 역사

### 튀르키예어 로마자 제정 이전 투르크어족의 문자
현재까지 알려진 가장 오래된 투르크어족의 음소 문자(알파벳)는 돌궐 문자(突厥文字, Orkhon script)이다. 역사적으로 투르크어족은 여러 종의 음소 문자로 표기되었는데, 키릴 문자·아랍 문자·그리스 문자·아르메니아 문자·로마자와 아시아의 몇몇 표기 체계가 여기에 속한다.

### 현대의 튀르키예어 로마자

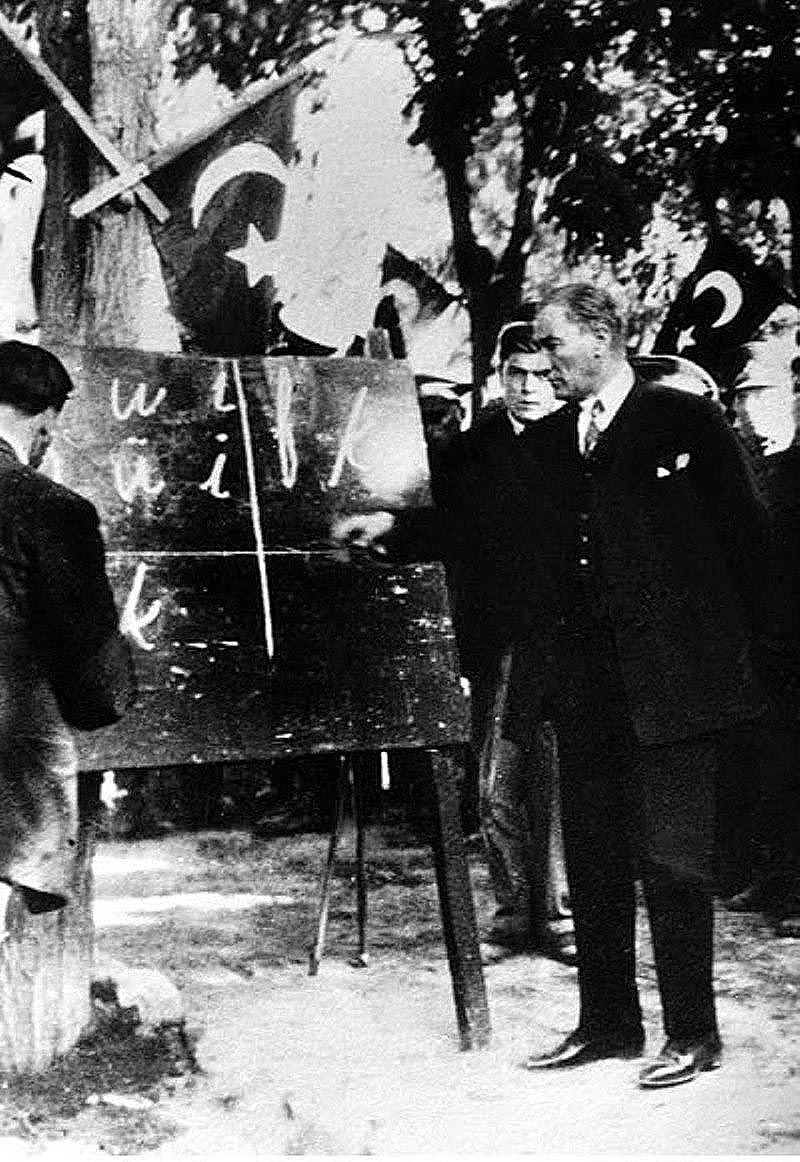
아타튀르크가 새로 제정된 튀르키예어 로마자를 시바스(Kayseri)의 주민들에게 소개하고 있다. 1928년 9월 20일에 촬영.

29자로 구성된 현재의 튀르키예어 로마자는 1353법에 의해 제정되었는 바, 이는 '아타튀르크의 개혁'(Atatürk's Reforms)중 문화 부분에서 매우 중요한 역할을 하였다. 이 표기법은 케말 아타튀르크의 선도 아래 로마자의 확장판으로서 만들어져 오스만 튀르키예어의 아랍 문자 표기를 대체하였다.
1932년에 튀르키예어 학회(튀르키예어: Türk Dil Kurumu, 영어: Turkish Language Association)가 설립되었다. 아타튀르크는 전국에서 이 로마자 보급 운동을 벌였다. 이 운동은 성공하여 문자 해독력이 있는 인구의 비중이 20%에서 90% 이상으로 크게 증가하였다. 1934년에 발포된 〈저작권법〉이 민간 출판계에서 튀르키예어 로마자 사용을 크게 장려함으로써 문자 개혁은 더 강한 뒷받침을 받게 되었다. 1939년에는 ‘제1차 튀르키예 출판 회의’가 앙카라에 조직되어, 186명의 대표에 의해 저작권·인쇄·문맹 퇴치 및 과학적인 출판 등에 관해 논의하였다.
새 알파벳의 준비 작업은 ‘언어 위원회’(Dil Encümeni 딜 엔쥐메니[*]) 책임 아래 이루어졌다. 이 위원회의 위원들은 다음과 같다.
- 언어학자: 라기프 훌루시 외즈뎀(Ragıp Hulûsi Özdem), 아흐메트 제바트 엠레(Ahmet Cevat Emre), 이브라힘 그란디 그란타이(İbrahim Grandi Grantay).
- 교육자: 메흐메트 에민 에리시르길(Mehmet Emin Erişirgil), 이흐산 순구(İhsan Sungu), 파즐 아흐메트 아이카치(Fazıl Ahmet Aykaç).
- 문인과 의회 의원: 팔리흐 르프크 아타이(Falih Rıfkı Atay), 루셴 에시레프 위나이든(Ruşen Eşref Ünaydın), 야쿠프 카드리 카라오스마노글루(Yakup Kadri Karaosmanoğlu).

위원회는 알파벳에 대한 작업을 1928년 6월 26일에 시작하였다. 이때 ‘Ö’는 스웨덴어 로마자에서, ‘Ç’(C 세디유)는 알바니아어 로마자에서, ‘Ş’(S 세디유)는 루마니아어 로마자 ‘Ș’(S 콤마)에서, ‘Ü’는 독일어 로마자에서 따왔다.

## 같이 보기
- 튀르키예어